# Ayre United AFC
Ayre United FC is een voetbalclub uit Andreas, een plaats op het eiland Man.

## Erelijst

### Competitie
- 2e divisie, kampioen in seizoenen: 1976-77, 1982-83, 1986-87, 2001-02

### Beker
- Manx FA Cup: 2002-03
- Woods Cup: 1969-70, 1970-71, 1976-77, 1983-84, 1987-88, 1995-96, 2001-02
- Paul Henry Gold Cup: 1995-96
- Fred Faragher Cup: 1969-70, 1978-79, 1979-80

## Stadion
Het stadion van Ayre United FC is Andreas Playing Fields in Andreas. De capaciteit van het stadion is niet bekend.